# Партія регіонів
«Па́ртія регіо́нів» (скорочено «ПР» або «регіонали») — найбільша заборонена в Україні проросійська політична партія, створена 26 жовтня 1997 року як Па́ртія регіона́льного відро́дження Украї́ни і вперше брала участь в українських парламентських виборах 1998 року під цією ж назвою.
В різний час лідерами партії були Микола Азаров (2001), Віктор Янукович (2003), Володимир Рибак (2014). До листопада 2004 року партія підтримувала президента Леоніда Кучму, пізніше - Віктора Януковича.
У відповідь на Помаранчеву революцію 2004 року, депутати ПР зробили неуспішну спробу від'єднати південні та східні області та утворити сепаратистську Південно-Східну Українську Автономну Республіку. У ході Революції гідності 2014 року, кульмінацією якої стало відсторонення тодішнього президента Віктора Януковича від влади, партія втратила значну частину свого політичного впливу й, до кінця 2014 року, фактично припинила діяльність. 2014 року партія зробила частковий ребрендинг, змінивши назву на «Опозиційний блок», але зареєструвавши її як офіційно нову політичну партію. До новоствореної партії перейшла більшість колишніх народних депутатів Партії регіонів.
21 лютого 2023 року Восьмий апеляційний адміністративний суд у Львові задовольнив позов СБУ та Міністерства юстиції й заборонив партію.

## Ідеологія партії
За твердженням ПР, їхня ідеологія — це захист та відстоювання прав етнічних росіян і тих, хто розмовляє російською мовою в Україні, відповідно одним з ключових пунктів програми Партії регіонів було надання російській мові статусу другої державної. Основний електорат Партії регіонів, виборча та фінансова бази партії були розташовані переважно на сході й південному сході України, де політична сила користувалася значною підтримкою населення. Найбільша підтримка партії серед виборців спостерігалася серед людей похилого віку, старших за 45 років.

### Проросійська ідеологія партії
За словами колишнього депутата ВРУ Олеся Донія, неофіційною ідеологією партії та її керівництва є російський націоналізм та українофобія. У 2014 році, перед Революцією гідності, Партія регіонів разом з КПУ, вважалися двома найбільш проросійськими партіями.

## Структура партії
- Політрада. Секретар політради партії — Клюєв, обраний на V з'їзді 19 квітня 2003. 29.03.2014 делегати з'їзду ПР виключили ряд опальних очільників, серед них Клюєва не було[25][26].
- Почесний голова партії — Янукович Віктор (після обрання Президентом склав повноваження голови, що перейшла Азарову); статус почесного передбачав «довічний» титул; відкликаний від Януковича 29.03.2014[27]
- політвиконком

## Історія

### Створення партії

#### Партія регіонального відродження України
Створена 26 жовтня 1997 року в Києві, зареєстрована Міністерством юстиції України 6 листопада 1997-го (свідоцтво № 939).
У Верховній Раді України в січні 1998 року було створено депутатську фракцію Партія регіонального відродження України (ПРВУ) (голова координаційної ради — Геннадій Самофалов). Партія брала участь у парламентських виборах 1998 р., проте здобула менше 1 % голосів: представники ПРВУ були обрані до Верховної Ради за мажоритарними округами.
ПРВУ підписала заяву 8 червня 1999 року про створення блоку політичних партій на підтримку Леоніда Кучми на тогорічних президентських виборах та увійшла до блоку «Наш вибір — Леонід Кучма!».
Голова ПРВУ Володимир Рибак разом із лідерами Партії праці (Валентин Ландік), партії «Солідарність» (Петро Порошенко), партії «За красиву Україну» (Леонід Черновецький) та Всеукраїнської партії пенсіонерів (Олексій Капуста) підписали 18 липня 2000 року заяву про намір об'єднати свої партії в єдину. Об'єднання відбулося 17 — 18 листопада того ж року, єдина організація отримала назву Партія регіонального відродження «Трудова солідарність України». Співголовами партії стали Володимир Рибак, Валентин Ландик та Петро Порошенко; останній, щоправда, свою партію не розпустив — і згодом відійшов від діяльності в лавах єдиної організації.

#### Партія регіонів
З 2001 року Партію регіонів очолив Микола Азаров, який тоді обіймав посаду голови Державної податкової адміністрації України. Наприкінці 2001 року на III позачерговому з'їзді партія зробила частковий ребрендинг та змінила назву на «Партію регіонів», головою якої було обрано Миколу Азарова. На III позачерговому з'їзді в березні 2001 року від надмірно довгої назви партії відмовилися на користь короткої — Партія регіонів.
За недоцільне визнали й інститут співголів, з того часу у партії єдиний лідер.
У 2002 році Азарова змінив Володимир Семиноженко.
Того ж року Партія регіонів увійшла до виборчого блоку «За Єдину Україну!», який на тогорічних парламентських виборах здобув 11,77 % голосів (3-є місце після «Нашої України» та КПУ).
На V з'їзді Партії регіонів 19 квітня 2003 року її очолив Віктор Янукович. Головою Політради став Микола Азаров, а головою Політвиконкому — Володимир Рибак.
Володимир Семиноженко  ·  Сергій Бубка  ·  Равіль Сафіуллін  ·  Геннадій Самофалов  ·  Володимир Наконечний
Володимир Пєхота  ·  Сергій Ларін  ·  Анатолій Бухаєць  ·  Ігор Сотуленко  ·  Борис Петров
12 грудня 2003 року відбувся 1-й з'їзд Всеукраїнської громадської молодіжної організації «Союз молоді регіонів», очолив СМР Віталій Хомутиннік.
4 липня 2004 в Запоріжжі на VI з'їзді Партія регіонів висунула Віктора Януковича кандидатом на посаду Президента України.

### В опозиції (до 2006)
Після обрання главою держави Віктора Ющенка Партія регіонів перейшла до опозиції. Офіційно це рішення було підтверджено 5 березня 2005 р. — на VII з'їзді партії. Проте восени 2005-го партійна фракція у Верховній Раді підтримала пропозицію Віктора Ющенка про призначення Юрія Єханурова прем'єр-міністром країни після відставки Юлії Тимошенко. У листопаді 2005 р. до складу Партії регіонів за принципом індивідуального членства увійшла партія Євгена Кушнарьова «Нова демократія». Сам Євген Кушнарьов увійшов до виборчого списку ПР під № 11 і був призначений головою виборчого штабу партії на парламентських виборах 2006 року.

#### Парламентські вибори 2006 року

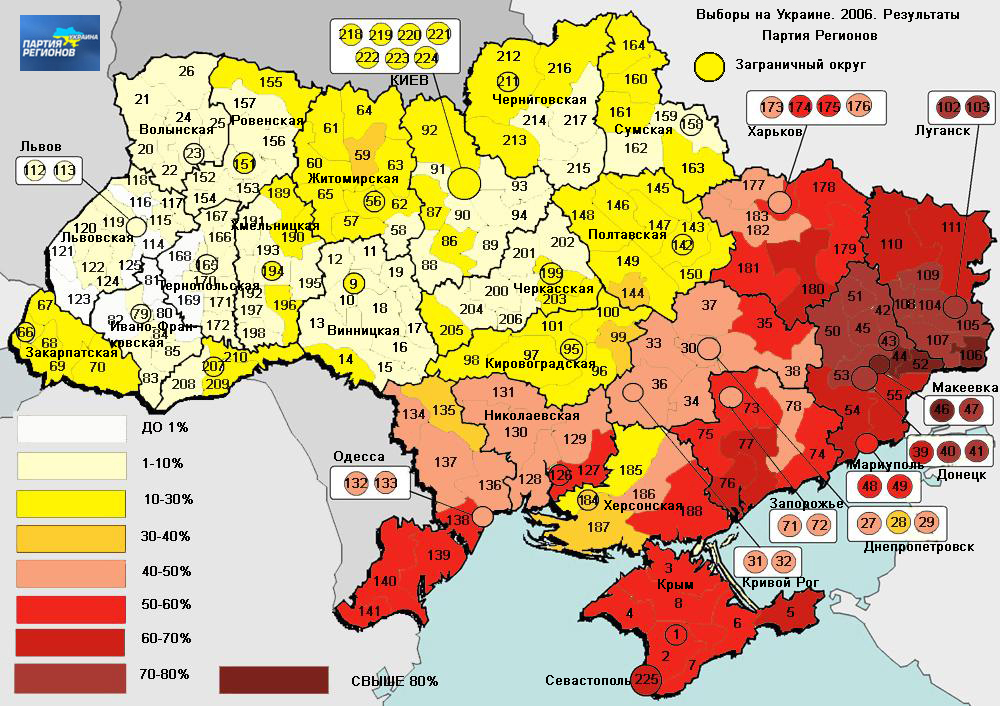
Результати ПР на виборах до Верховної Ради 2006 року

На парламентських виборах 2006 р. Партія регіонів здобула 32,14 % голосів (1-е місце серед інших партій) і 186 (з 450) місць у ВР України, утворивши найбільшу парламентську групу.
6 липня 2006 р. Соціалістична партія України відмовилася від «помаранчевої коаліції» між Нашою Україною і БЮТ після провалу перемовин для досягнення угоди про формування правлячої коаліції. Члени ПР підтримали Олександра Мороза під час виборів голови Верховної Ради, 10 липня сформована нова парламентська більшість під назвою «Антикризова коаліція» на чолі з Партією регіонів, включаючи Соціалістичну та Комуністичну партії. Віктора Януковича висунуто на посаду прем'єр-міністра.
3 серпня 2006 р. в секретаріаті президента Ющенка відбулося підписання Універсалу національної єдності. Універсал підписали лідери всіх парламентських фракцій, окрім лідера БЮТ Юлії Тимошенко. Тоді ж Віктор Ющенко вніс на затвердження Верховної ради кандидатуру Віктора Януковича на пост прем'єр-міністра. 4 серпня лідер ПР затверджений Верховною Радою прем'єр-міністром України. За Януковича одноголосно проголосували члени фракції «Партії регіонів», практично повністю фракції КПУ і СПУ і менше половини фракції «Наша Україна». В новому уряді «регіонали» отримали 8 міністерських портфелів з 23, зокрема посади усіх віце-прем'єрів.
Віктор Янукович  ·  Ніна Карпачова  ·  Георгій Скудар  ·  Тарас Чорновіл  ·  В'ячеслав Богуслаєв
Раїса Богатирьова  ·  Рінат Ахметов  ·  Віктор Тихонов  ·  Юхим Звягильський  ·  Борис Колесніков
Під час виборів до Верховної Ради Автономної Республіки Крим 2006 р. Партія регіонів була частиною виборчого блоку «За Януковича!»
19 січня 2007 р. Євген Кушнарьов, член Партії регіонів, помер в Ізюмі в результаті поранення, отриманого під час полювання.
Антикризова коаліція існувала до позачергових парламентських виборів, що відбулися у вересні 2007 р.

#### Парламентські вибори 2007 року

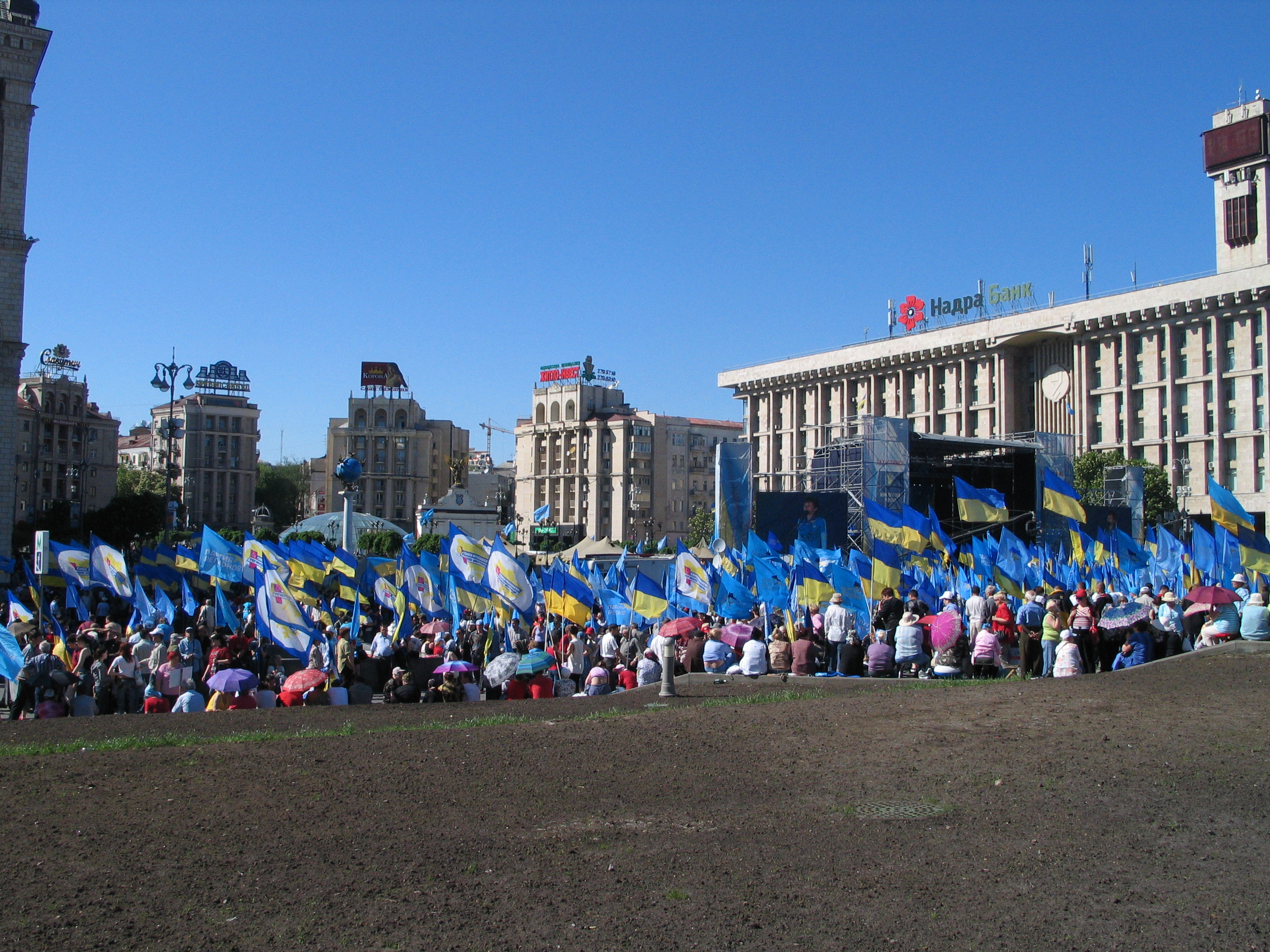
Мітинг Партії регіонів у Києві. 2007 рік

Навесні 2007 р. в Україні почалася нова політична криза, результатом якої стали дострокові вибори. 2 липня Віктор Ющенко підписав указ про розпуск Верховної Ради з посиланням на те, що в Раді немає опозиції, яка покинула парламент і не з'являлась туди. У цей же час лідер Партії регіонів, прем'єр-міністр України Віктор Янукович зібрав на екстрене засідання Кабінет Міністрів, де ухвалили рішення про невизнання такого указу та рішення про жорстку політику щодо Президента. У ці дні було подано подання від 53 народних депутатів до Конституційного Суду України щодо неконституційності указу про розпуск Верховної Ради.
4 серпня Партія регіонів провела свій ювілейний з'їзд. З'їзд затвердив список кандидатів у депутати з 450 осіб на позачергові парламентські вибори 30 вересня.
На парламентських виборах 2007 р. ПР здобула 34,37 % голосів (перше місце серед інших партій і блоків, абсолютний рекорд за весь час проведення в Україні виборів за списками) і 175 місць у Верховній Раді. У порівнянні з голосуванням 2006 р. партія втратила 11 місць у парламенті та набрала на 2,27 % голосів виборців більше.
Віктор Янукович  ·  Раїса Богатирьова  ·  Тарас Чорновіл  ·  Інна Богословська  ·  Нестор Шуфрич
Микола Азаров  ·  Рінат Ахметов  ·  Олександр Єфремов  ·  Юхим Звягільський  ·  Борис Колесніков
Незважаючи на впевнену перемогу, Партії регіонів не вдалося сформувати коаліцію. Парламентську більшість з перевагою в два голоси та уряд сформували політичні опоненти на чолі з Юлією Тимошенко, яку обрали прем'єр-міністром 18 грудня. ПР разом з Комуністичною партією перейшли в опозицію до націонал-демократичної та проєвроатлантичної коаліції та сформували тіньовий уряд.

#### 2008—2009
У цей період Партія регіонів працювала в опозиції та висунула свого лідера, Віктор Януковича, кандидатом на пост Президента України.
У вересні 2009 р. нардеп Василь Кисельов виключений з партії і політради Партії регіонів — «за порушення положень і вимог статуту Партії регіонів та нанесення шкоди репутації партії».
Також у вересні Микола Азаров оголосив про створення Антифашистського форуму України, співголовами якого стали нардеп Дмитро Шенцев і керівник Луганської облради Валерій Голенко.

### Повернення до влади

#### Президентські вибори 2010 року
7 січня відбувся перший тур президентських виборів, на якому Віктор Янукович посів перше місце, набравши 35,3 % голосів. Його найближчий переслідувач, тодішній прем'єр-міністр Юлія Тимошенко, посіла друге місце з 25 %. Оскільки жоден з кандидатів не набрав абсолютної більшості, 7 лютого було оголошено датою проведення другого туру, де Віктор Янукович переміг, набравши 48,95 % (Юлія Тимошенко — 45,47 %), 14 лютого оголошений Президентом України, інавгурація відбулася 25 лютого.
11 березня Партія регіонів, Комуністична партія України, Блок Литвина, декілька депутатів від Блоку Юлії Тимошенко і Нашої України — Народної Самооборони, позафракційні депутати сформували нову коаліцію. У цей же день уряд Юлії Тимошенко, яка зазнала поразки на президентських виборах, було відправлено у відставку. Нова коаліція сформувала новий уряд, більше половини портфелів у якому одержали представники Партії регіонів.
Партія обрала нового лідера — прем'єр-міністра України Миколу Азарова — на 12-му з'їзді 23 квітня 2010 р. Віктор Янукович залишився почесним головою Партії регіонів.
Сім додаткових депутатів (чотири з Блоку Юлії Тимошенко) приєдналися до фракції Партії регіонів у жовтні 2010 р., ще п'ять колишніх депутатів БЮТ — у березні 2011 р. До кінця листопада 2012 р. фракція Партії регіонів складалася з 195 законодавців (на 20 більше, ніж 175 обраних у вересні 2007 р.).

#### Місцеві вибори 2010 року
Протягом місцевих виборів 2010 р. партія отримала більшість голосів у більшості обласних і міських рад за винятком Західної України, на виборах до парламенту Криму вона виграла понад 70 % місць.

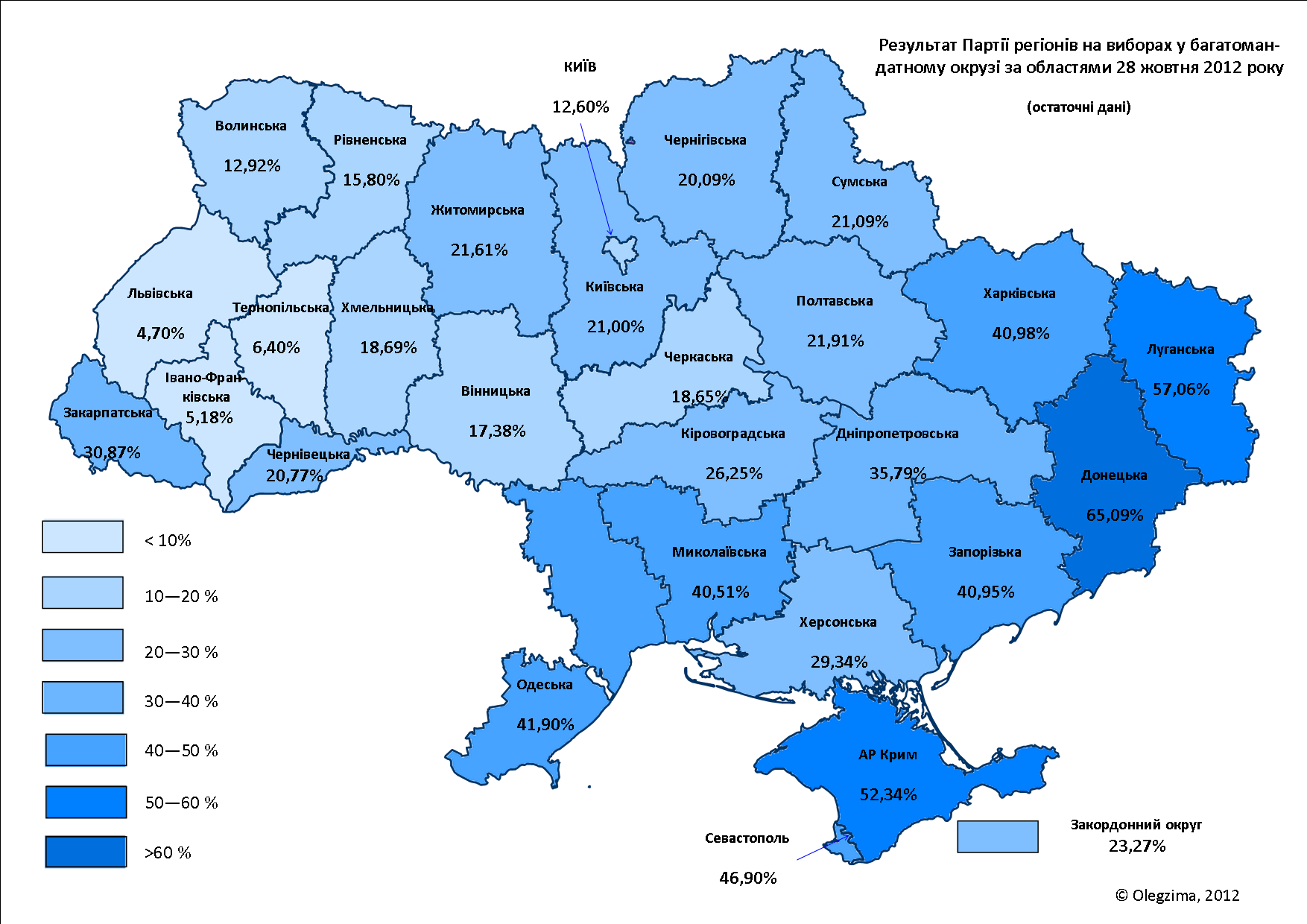
Результати ПР на виборах 2012 року.

За повідомленням «Української правди», Партія регіонів у Сумській області з початку липня 2010 року почала будувати свою виборчу компанію у місцеві органи влади за принципом мережевого маркетингу. Таку схему залучення голосів на місцевих виборах розробив тогочасний голова Сумської ОДА Юрій Чмирь.

#### Парламентські вибори 2012 року
У серпні 2011 р. «Сильна Україна» і Народна партія заявили про прагнення злитися з Партією регіонів. Об'єднання Народної партії та Партії регіонів не відбулося. «Сильна Україна» та Партія регіонів об'єдналися 17 березня 2012-го, Сергій Тігіпко одноголосно обраний заступником голови Партії регіонів і членом політради у той же день.
У вересні 2011 року заступник голови Партії регіонів Володимир Рибак повідомив, що «кожен 32-й українець отримав біло-синій партквиток».
У жовтні 2012 року на парламентських виборах партія отримала 72 місця і 30 % голосів за партійними списками пропорційного представництва та ще 115 за мажоритарними округами (в цілому 187 місць або 41,56 % з 450 місць в українському парламенті). Порівняно з попередніми виборами партія втратила підтримку близько 2 млн виборців.

#### 2013 рік
Український політолог Сергій Таран в ефірі телеканалу ТВі висловив думку, що у команді президента Віктора Януковича є стратегія на усунення Партії регіонів з політичної арени. Експерт переконаний, що такому авторитарному лідеру, як Янукович, не потрібні сильні партії, в тому числі й ПР: 
|  | У команді президента є стратегія на поступове усунення Партії регіонів з політичної сцени і ставка на конкретних людей, на конкретні клани, наближені до "сім'ї". Це логіка авторитарного лідера. Авторитарному лідеру не потрібні сильні партії. |

#### Під часЄвромайдану
Діяльність Партії регіонів при владі та її лідера — Віктора Януковича на посаді Президента, викликала хвилю масових протестів, що розпочалися 21 листопада 2013 року й отримали назву Євромайдан. Безпосереднім поштовхом стала відмова В. Януковича від підписання Угоди про асоціацію України та Євросоюзу, що було заплановане на 27 листопада в Вільнюсі, проте масового характеру акції протесту набули після силового розгону Майдану 30 листопада, що здійснювався силовиками під командуванням вихідця із Донеччини В. Коряка.
Попри вимоги протестувальників відправити уряд у відставку, 3 грудня 2013 року на ініційованому опозицією розгляді питання у Верховній Раді фракція Партії регіонів не підтримала відставку уряду, завдяки чому уряд залишився. Невиконання вимоги призвело до подальшої ескалації конфлікту — 8 грудня протестувальниками була здійснена спроба заблокувати урядовий квартал, 10-11 грудня євромайданівці, втративши позиції в урядовому кварталі, змогли однак відбити штурм Майдану.
На противагу Євромайдану Партія Регіонів сумісно з ГО «Український вибір» організували так званий «антимайдан». Так, вперше людей організовано звезли у Київ 24 листопада, пообіцявши їм грошову винагороду, вдруге — на вихідні дні 14-15 грудня.
Подальше загострення ситуації було пов'язане із ухваленням 16 січня 2014 року у Верховній Раді України 10 законів, направлених на звуження конституційних прав і свобод громадян. Закони були ухвалені завдяки голосам депутатів з «Партії регіонів» та «Комуністичної партії» з порушенням установленої процедури голосування, що викликало чергову хвилю протестів, а в ході Протистояння на Грушевського 4 людей загинули від застосування вогнепальної зброї.
25 січня 2014 р. Тернопільська та Івано-Франківська облради ухвалили рішення про заборону діяльності та символіки Партії регіонів на території своїх областей.
Апогеєм протистоянні стали бої 18—20 лютого 2014, в ході яких за інформацією МОЗ України загинули 82 особи (71 демонстрант та 11 правоохоронців), постраждали 622 людини Лише 20 лютого, після загибелі десятків людей, ряд депутатів з фракції регіонів оголосили про перехід на бік народу, прийшли на засідання Верховної Ради, на якому 236 голосами (в тому числі 35 — від фракції Партії регіонів) було ухвалене рішення про зупинення антитерористичної операції проти Євромайданівців, що припинило кровопролиття. Пізніше, в заяві від 23 лютого у своєму зверненні до співвітчизників парламентська фракція Партії Регіонів поклала відповідальність за кровопролиття та кризу в країні на президента Януковича і його оточення.

#### Крах
Прогнози про ймовірний крах Партії регіонів з'являлися у ЗМІ задовго до кризи. Зокрема, у березні 2012 року цей крах пророкував Тарас Чорновіл а у вересні 2013 — Ігор Марков.
Після подій Євромайдану члени Партії Регіонів почали залишати свою партію. Першою вийшла з партії (а також з парламентської фракції) Інна Богословська ще 30 листопада 2013 р., закликавши Януковича піти у відставку Того ж дня фракцію покинув Давид Жванія, а 19 грудня — В. Мельниченко В період з січня по травень 2014 року фракцію покинули ще 106 депутатів. Загалом із партії до червня 2014 року вийшло близько 1 млн осіб.
| депутат                          | дата виходу з фракції |
| -------------------------------- | --------------------- |
| Ничипоренко Валентин Миколайович | 17.02.2014            |
| Атрошенко Владислав Анатолійович | 20.02.2014            |
| Благодир Юрій Анатолійович       | 20.02.2014            |
| Бобов Геннадій Борисович         | 20.02.2014            |
| Бондар Віктор Васильович         | 20.02.2014            |
| Бушко Іван Іванович              | 20.02.2014            |
| Гайдош Іштван Ференцович         | 20.02.2014            |
| Ковач Василь Ілліч               | 20.02.2014            |
| Ланьо Михайло Іванович           | 20.02.2014            |
| Мошак Сергій Миколайович         | 20.02.2014            |
| Развадовський Віктор Йосипович   | 20.02.2014            |
| Рудьковський Микола Миколайович  | 20.02.2014            |
| Шаповалов Юрій Анатолійович      | 20.02.2014            |
| Баграєв Микола Георгійович       | 21.02.2014            |
| Березкін Станіслав Семенович     | 21.02.2014            |
| Буряк Сергій Васильович          | 21.02.2014            |
| Васадзе Таріел Шакрович          | 21.02.2014            |
| Ващук Катерина Тимофіївна        | 21.02.2014            |
| Герега Олександр Володимирович   | 21.02.2014            |
| Деркач Андрій Леонідович         | 21.02.2014            |
| Джига Микола Васильович          | 21.02.2014            |
| Зарубінський Олег Олександрович  | 21.02.2014            |
| Зубик Володимир Володимирович    | 21.02.2014            |
| Калетнік Григорій Миколайович    | 21.02.2014            |
| Кулініч Олег Іванович            | 21.02.2014            |
| Куровський Іван Іванович         | 21.02.2014            |
| Макеєнко Володимир Володимирович | 21.02.2014            |
| Москаленко Ярослав Миколайович   | 21.02.2014            |
| Онищенко Олександр Романович     | 21.02.2014            |
| Пехов Володимир Анатолійович     | 21.02.2014            |
| Пилипенко Володимир Пилипович    | 21.02.2014            |
| Пригодський Антон Вікентійович   | 21.02.2014            |
| Продивус Володимир Степанович    | 21.02.2014            |
| Сігал Євген Якович               | 21.02.2014            |
| Смітюх Григорій Євдокимович      | 21.02.2014            |
| Сорока Микола Петрович           | 21.02.2014            |
| Хмельницький Василь Іванович     | 21.02.2014            |
| Хомутиннік Віталій Юрійович      | 21.02.2014            |
| Шаров Ігор Федорович             | 21.02.2014            |
| Яценко Антон Володимирович       | 21.02.2014            |
| Барвіненко Віталій Дмитрович     | 22.02.2014            |
| Біловол Олександр Миколайович    | 22.02.2014            |
| Васильєв Геннадій Андрійович     | 22.02.2014            |
| Волков Олександр Михайлович      | 22.02.2014            |
| Гержов Юрій Іванович             | 22.02.2014            |
| Грушевський Віталій Анатолійович | 22.02.2014            |
| Дудка Володимир Володимирович    | 22.02.2014            |
| Єдін Олександр Йосипович         | 22.02.2014            |
| Жеребнюк Віктор Миколайович      | 22.02.2014            |
| Жук Микола Васильович            | 22.02.2014            |
| Ільюк Артем Олександрович        | 22.02.2014            |
| Кацуба Сергій Володимирович      | 22.02.2014            |
| Кінах Анатолій Кирилович         | 22.02.2014            |
| Круглов Микола Петрович          | 22.02.2014            |
| Крук Юрій Борисович              | 22.02.2014            |
| Кузьменко Сергій Анатолійович    | 22.02.2014            |
| Кузьмук Олександр Іванович       | 22.02.2014            |
| Мельничук Лариса Юріївна         | 22.02.2014            |
| Мирний Іван Миколайович          | 22.02.2014            |
| Мироненко Михайло Іванович       | 22.02.2014            |
| Мисик Володимир Юрійович         | 22.02.2014            |
| Мхітарян Нвєр Мнацаканович       | 22.02.2014            |
| Поляченко Юрій Володимирович     | 22.02.2014            |
| Попеску Іван Васильович          | 22.02.2014            |
| Пресман Олександр Семенович      | 22.02.2014            |
| Сальдо Володимир Васильович      | 22.02.2014            |
| Стоян Олександр Миколайович      | 22.02.2014            |
| Сухий Ярослав Михайлович         | 22.02.2014            |
| Табачнік Яків Піневич            | 22.02.2014            |
| Труханов Геннадій Леонідович     | 22.02.2014            |
| Щербань Артем Володимирович      | 22.02.2014            |
| Карташов Євген Григорович        | 23.02.2014            |
| Кацуба Володимир Михайлович      | 23.02.2014            |
| Остапчук Віктор Миколайович      | 23.02.2014            |
| Фурсін Іван Геннадійович         | 23.02.2014            |
| Клімов Леонід Михайлович         | 24.02.2014            |
| Опанащенко Михайло Володимирович | 24.02.2014            |
| Демішкан Володимир Федорович     | 25.02.2014            |
| Дмитрук Микола Ілліч             | 27.02.2014            |
| Журавський Віталій Станіславович | 27.02.2014            |
| Лелюк Олексій Володимирович      | 27.02.2014            |
| Молоток Ігор Федорович           | 27.02.2014            |
| Шипко Андрій Федорович           | 27.02.2014            |
| Груба Григорій Іванович          | 04.03.2014            |
| Клюєв Сергій Петрович            | 04.03.2014            |
| Наконечний Володимир Леонтієвич  | 04.03.2014            |
| Єгоров Олександр Миколайович     | 11.03.2014            |
| Гіршфельд Анатолій Мусійович     | 08.04.2014            |
| Горіна Ірина Анатоліївна         | 08.04.2014            |
| Дунаєв Сергій Володимирович      | 08.04.2014            |
| Іоффе Юлій Якович                | 08.04.2014            |
| Льовочкіна Юлія Володимирівна    | 08.04.2014            |
| Мірошниченко Юрій Романович      | 08.04.2014            |
| Нечаєв Олександр Ігоревич        | 08.04.2014            |
| Поляков Василь Леонідович        | 08.04.2014            |
| Семенюк Артем Олексійович        | 08.04.2014            |
| Тігіпко Сергій Леонідович        | 08.04.2014            |
| Фабрикант Світлана Самуілівна    | 08.04.2014            |
| Федоряк Геннадій Дмитрович       | 08.04.2014            |
| Шаблатович Олег Миколайович      | 08.04.2014            |
| Гончаров Анатолій Дмитрович      | 09.04.2014            |
| Пінчук Андрій Павлович           | 11.04.2014            |
| Турманов Віктор Іванович         | 11.04.2014            |
| Колесніченко Вадим Васильович    | 15.04.2014            |
| Волков Олександр Анатолійович    | 17.04.2014            |
| Янукович Віктор Вікторович       | 13.05.2014            |

Волков О. М., Грушевський (обидва — 8.04.2014) і Карташов (11.03.2014) згодом повернулися до фракції знову.

### В опозиції (після 2014)
24 лютого 2014 р. керівник фракції Партії регіонів Олександр Єфремов заявив: «Враховуючи те, що ви взяли владу в свої руки і у вас є можливість сформувати уряд, ми прийняли рішення, що ми йдемо в опозицію».
28 березня Віктор Янукович у зверненні до з'їзду Партії регіонів попросив зняти з нього повноваження почесного голови та виключити його з партії.
29 березня під час другого етапу XIV з'їзду Партії регіонів були внесені зміни до статуту організації, які ліквідували посаду почесного лідера партії, голову партії, першого заступника і всіх заступників голови партії. У період між з'їздами керувати партією стануть політрада та президія політради, до яких обрали новий склад. До президії увійшли: Олександр Вілкул, Володимир Рибак, Михайло Добкін, Олександр Єфремов, Борис Колесніков, Вадим Новинський, Микола Левченко, Олександр Ледіда. З'їзд виключив із Партії регіонів Віктора Януковича, Миколу Азарова, Олександра Клименка, Сергія Арбузова, Валерія Коновалюка та Андрія Шишацького.
На президентських виборах 25 травня 2014 р. кандидат Партії регіонів Михайло Добкін посів 6-е місце, набравши 3,03 % голосів.
До червня 2014 р. з партії вийшло близько 1 млн осіб.
Частина колишніх політиків з Партії регіонів заснувала Партію Розвитку України на чолі з екс-заступником голови Адміністрації президента Сергієм Ларіним.
Станом на 8 листопада 2016 року сайт партії перебував на реконструкції. Сайт «молодих регіонів» не працює із весни 2014 року, з 2016 року за цією адресою знаходиться японський сайт. Також не працює сайт фракції.
Станом на 29 вересня 2016 року Партія регіонів мала 30 321 зареєстрованих партійних осередків.
6 вересня 2017 року Окружний адміністративний суд Києва відкрив провадження за позовом громадської організації до Міністерства юстиції України з вимогою заборонити діяльність Партії регіонів.

## Молодіжне крило партії

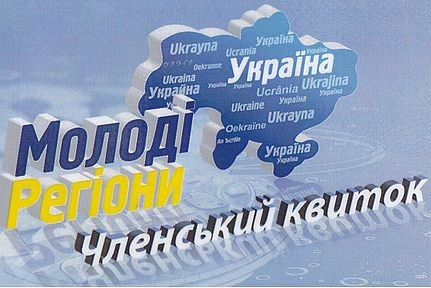
Членський квиток Молодих регіонів

Від створення у 2002 році до 2010 року молодіжне крило партії мало назву «Союз молоді регіонів України» (СМРУ). У 2010 році воно змінило назву на «Молоді регіони».
Всеукраїнська молодіжна громадська організація «Союз молоді регіонів України» починала своє існування зі створення молодіжного крила Партії праці, яке потім, 23 травня 1998 року, сформувалось у молодіжну громадську організацію «Трудова спілка молоді України». Пізніше, внаслідок влиття Партії праці у Партію регіонів, за рішенням позачергового з'їзду від 10 березня 2001 року організація отримала нову назву — Молодіжна громадська організація «Спілка молоді регіонів». Її очолив Ігор Юшко.
У травні 2002 року створена ВМГО «Союз молоді регіонів України». Зареєстрована Мінюстом 4 липня 2002 року. Очолив організацію Станіслав Прокопенко.
Стратегічним партнером для себе СМРУ визначила Партію регіонів.
12 грудня 2003 року відбувся Перший з'їзд Союзу молоді регіонів України. Головою обрано народного депутата України Віталія Хомутинніка.
У 2003 року СМРУ виступила одним з ініціаторів створення Національної Ради молодіжних організацій України.
9 грудня 2009 року відбувся IV з'їзд, на якому обрали нового голову організації — народного депутата України Пінчука Андрія. Почесним Головою став Віталій Хомутиннік.
На V з'їзді Союзу молоді регіонів 21 вересня 2010 року прийняли рішення змінити назву організації на «Молоді регіони».
Головою Молодих регіонів з 2009 року є Андрій Пінчук.
Заступником голови з 2005 року є Віктор Вікторович Янукович, син екс-президента України.
У Луганській області молоді регіонали опікуються дитячою громадською організацією «Лугарі».
В ході єврореволюції Молоді регіони брали активну участь у зборі коштів для «антимайдану»
У 2014 році активіст Молодих регіонів Роман Лягін став активістом терористичної організації «Донецька народна республіка», в якій отримав посади «голови ЦВК» на незаконному референдумі 11 травня 2014 року щодо надання суверенітету ДНР, а 16 травня 2014 року — «міністра праці та соціальної політики».
9 вересня 2012 року на проспекті Комарова у Києві, під час поширення листівок проти Партії регіонів у рамках кампанії «Помста за розкол країни», на активістів вчинили напад члени Солом'янського районного осередку «Молодих регіонів»
Голову Білоцерківської міської молодіжної організації «Молоді регіони» Василя Бойка підозрюють в участі та організації провокацій і нападів на журналістів під час подій 18 травня 2013 року у Києві, а саме під час сутичок на Михайлівській площі неподалік проведення акції «Вставай, Україно!» та «Антифашистського маршу». Голова «Молодих регіонів» Андрій Пінчук заперечив причетність членів організації.

## Співпраця

### В Україні
26 лютого 2007 року херсонські обласні організації Партії регіонів, Соціалістичної партії і Комуністичної партії України підписали Угоду про співпрацю між обласними парторганізаціями.
У вересні 2010 року Харківська обласна організація Партії регіонів і Харківська обласна організація партії «Відродження» підписали угоду про співпрацю і взаємодопомогу, у листопаді у Черкаській міській раді підписана угода про співпрацю між депутатськими групами Партії Вільних демократів та ПР.
У липні 2012 року партія відмовилася від співпраці з громадянським рухом «Чесно».

### Міжнародна
4 серпня 2007 року «Партія регіонів» і партія «Єдина Росія» закріпили угоди про співробітництво від 2005 року, підписавши Меморандум, чим підтвердили готовність активно співпрацювати з метою спонукати уряди наших країн до поглиблення стратегічного партнерства Росії та України, розширення економічної кооперації. Політичні погляди на Україну членів партії «Єдина Росія» та Партії регіонів, на думку багатьох політологів, збігаються у багатьох площинах. Зокрема про державну підтримку російської мови, про перегляд тексту підручників з української історії в темах Голодомор 33-го та Друга світова війна. Багаторічний лідер Партії Регіонів Віктор Янукович регулярно виступав в Росії з доповідями на щорічних та великих з'їздах «Єдиної Росії», зокрема на VI-му Всеросійському з'їзді в Красноярську, НА Х-ому Всеросійському з'їзді в Москві, XI-ому Всеросійському з'їзді в Санкт-Петербурзі, на XII Всеросійському з'їзді від імені Януковича виступав Андрій Клюєв.
14 жовтня 2010 р. підписаний меморандум про співробітництво між Партією регіонів і політичною групою «Прогресивний альянс соціалістів і демократів» Європейського парламенту.
У квітні 2011 р. ПР і Комуністична партія Китаю підписали угоду про співпрацю.
У листопаді 2011 р. в Астані підписана угода про співпрацю між казахстанською «Нур Отан» та Партією регіонів.
11 жовтня 2012 р. Партія регіонів підписала Угоду про співпрацю з Прогресивною партією трудового народу Кіпру.

## Електоральні мапи
|                                             |  |                           |  |
| Президентські вибори 2004 (Янукович, І тур) |  | Парламентські вибори 2006 |  |

|                                         |  |                                             |  |
| Парламентські вибори 2007 (позачергові) |  | Президентські вибори 2010 (Янукович, І тур) |  |

|                                              |  |  |  |
| Президентські вибори 2010 (Янукович, ІІ тур) |  |  |  |

|                                    |  |  |  |
| Президентські вибори 2014 (Добкін) |  |  |  |

## Членство у партії
Згідно з редакцією статуту ПР від 2013 року, прийом у члени партії здійснювався на добровільних засадах, індивідуально, на підставі письмової заяви, за рішенням первинної партійної організації, керівного органу партійної організації вищого рівня або керівного органу Партії регіон.
Станом на липень 2013 року членами Партії регіонів були 1 400 956 осіб, найбільше — у Донецькій (287 714), Харківській (152 796) та Луганській (142 885) областях. Востаннє дані по кількості членів партії на сайті ПР публікувалися у лютому 2014 року, після цього цю сторінку прибрали.
| Партійна організація      | 1 червня 2012 | 1 жовтня 2012 | 1 липня 2013 |
| ------------------------- | ------------- | ------------- | ------------ |
| Кримська республіканська  | 78 498        | ▲79 766       | ▼65 463      |
| Волинська обласна         | 12 419        | ▲13 129       | ▲13 581      |
| Вінницька обласна         | 30 413        | ▲32 077       | ▼27 227      |
| Дніпропетровська обласна  | 107 256       | ▲108 501      | ▲110 094     |
| Донецька обласна          | 291 073       | ▲292 103      | ▼287 714     |
| Житомирська обласна       | 29 104        | ▲30 741       | ▲30 902      |
| Закарпатська обласна      | 17 770        | ▲18 112       | ▼17 469      |
| Запорізька обласна        | 56 824        | ▲58 010       | ▼54 905      |
| Івано-Франківська обласна | 21 502        | ▲22 367       | ▼20 237      |
| Київська міська           | 28 525        | ▲29 548       | ▼29 269      |
| Київська обласна          | 46 569        | ▲49 417       | ▼50 879      |
| Кіровоградська обласна    | 23 013        | ▲23 624       | ▼22 601      |
| Луганська обласна         | 139 129       | ▲143 337      | ▼142 885     |
| Львівська обласна         | 11 317        | ▲12 314       | ▼12 141      |
| Миколаївська обласна      | 35 336        | ▲36 513       | ▼35 949      |
| Одеська обласна           | 55 327        | ▲56 749       | ▼55 276      |
| Полтавська обласна        | 34 454        | ▲36 261       | ▼35 457      |
| Рівненська обласна        | 17 825        | ▲18 245       | ▲18 777      |
| Севастопольська міська    | 13 667        | ▲13 983       | ▲14 006      |
| Сумська обласна           | 24 974        | ▲31 796       | ▲31 918      |
| Тернопільська обласна     | 19 174        | ▲20 104       | ▲20 258      |
| Харківська обласна        | 148 404       | ▲151 515      | ▲152 796     |
| Херсонська обласна        | 33 403        | ▲35 018       | ▼33 373      |
| Хмельницька обласна       | 28 247        | ▲34 403       | ▲35 161      |
| Черкаська обласна         | 44 130        | ▲46 795       | ▼45 459      |
| Чернівецька обласна       | 15 423        | ▲15 651       | ▼13 478      |
| Чернігівська обласна      | 24 148        | ▲24 962       | ▼24 401      |
| Україна                   | 1 387 924     | ▲1 435 041    | ▼1 400 956   |

## Критика
Багато оглядачів, представників опозиції, літераторів та міжнародних організацій відзначають, що представники Партії регіонів дотримуються і втілюють в життя політичні ідеї, несумісні з національною єдністю та незалежністю України, спираючись на зближення з Росією та утворення єдиного економічного простору.

### Українофобія ПР

Зображення, що використовують активісти кампанії «Помста за розкол країни» у агітації проти Партії регіонів

Під час інтерв'ю виданню Главком у 2010 році Олесь Доній відзначив, що українофобські позиції Партії регіонів є неофіційною ідеологією цієї партії та її керівництва.

#### Антиукраїнські висловлювання депутатів ПР
Депутати ПР відомі своєю антиукраїнською, шовіністичною позицію, за що потрапляли в категорію найбільших українофобів країни.
Зокрема, депутат ПР Родіон Мірошник у 2012 році під час обговорення закону про мови на сесії Луганської облради заявив, що «люди, які навчаються українською — це недораса». Згодом на нього подали до Ленінського районного суду міста Донецька за ці висловлювання.
Інший депутат ПР, Микола Левченко, теж відзначився українофобськими висловлюваннями. Наприклад, у березні 2007 року в інтерв'ю кореспонденту УНІАН тодішній секретар Донецької міськради Микола Левченко зробив ряд українофобських заяв щодо української мови; зокрема він заявив, що в Україні має бути одна державна мова — російська, що необхідність говорити українською відпаде з наданням російській мові статусу державної і українська залишиться «мовою анекдотів», та що він принципово не буде розмовляти літературною українською мовою, поки не зроблять російську державною тощо. Згодом депутат ВР Тарас Чорновіл, в інтерв'ю Радіо Свобода, назвав «шовінізмом» заяви секретаря Донецької міськради про українську мову, а почесний президент Києво-Могилянської академії В'ячеслав Брюховецький, назвав Левченка нездоровою людиною та українофобом. У лютому 2013 року журнал «Український тиждень» включив Левченка в «Топ-7 сучасних ворогів української мови». Згодом у 2009 році, ще залишаючись депутатом Донецької міськради, Левченко разом з іншими депутатами ПР заявив що хоче переписати підручники з Історії України; зокрема Левченко підкреслив що не бачить різниці між українцями та росіянами та зазначив що у новому підручнику він хотів би змінити акценти та зобразити там Росію не як колонізатора України а як дружню по-відношенню до України країну.
Через декілька років у грудні 2012, після обрання Левченка до ВР України, він вибачився за свої образливі слова на адресу української мови.

#### Призначення міністром освіти і науки українофоба Дмитра Табачника
3 березня 2011 року близько 50 науковців, викладачів університетів та методистів звернулися до депутатів та голови Верховної Ради Литвина з вимогою відставки міністра Дмитра Табачника у зв'язку з антиконституційною, непрофесійною та українофобською діяльністю (послідовне витіснення української мови з освіти, телебачення та радіо, ліквідація (під різними приводами) україномовних шкіл та намагання сфальсифікувати історію в бік Росії, незважаючи на протести).

#### Антиукраїнський «Мовний закон КоКі»
За поданням Вадима Колесніченка та Сергія Ківалова фракція Партії регіонів разом з комуністами та фракцією Литвина прийняли Закон України «Про засади державної мовної політики», котрим фактично обмежується гарантований Конституцією простір використання державної мови в Україні та розвиток регіональних мов в різних областях України, здебільшого російської. Закон було визнано українофобським та антиконституційним багатьма політичними партіями та громадськими організаціями, кілька обласних рад прийняли рішення про визнання закону недійсним на відповідній території. Прийняття закону викликало численні протести і радикалізацію населення України на етнічному і мовному підґрунті.

#### Спроба депутатів ПР скасувати український дубляж
У 2010 році українські ЗМІ повідомляли що член ПР та тодійшній міністр освіти та науки України Дмитро Табачник, разом з Вадимом Колесніченком, Іриною Бережною, Олексієм Костусєвим та Володимиром Семиноженком, лобіює інтереси російських дистриб'юторів, що прагнуть повернути російський дубляж в Україні, намагаючись скасувати обов'язковий український дубляж для українського кінопрокату.

### Різне

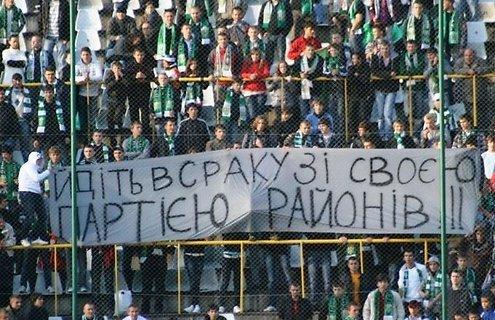
"Йдіть в сраку зі своєю «Партією Районів» — плакат, фанатів ФК "Карпати (Львів) на матчі Карпати — Металіст (2 жовтня 2010)

21 жовтня 2004 року на зустрічі з виборцями у Луганську, яка транслювалася по телебаченню, голова Партії регіонів Віктор Янукович промовив фразу:

| Всім скептикам не вдасться на цьому шляху поставити нам перешкоди. Я вірю, що сильних і здорових людей набагато більше, ніж цих цапів, які нам заважають жити! Оригінальний текст (рос.) Всем скептикам не удастся на этом пути поставить нам препятствия. Я верю, что сильных и здоровых людей намного больше, чем этих козлов, которые нам мешают жить![110] |
На цю заяву відреагував інший кандидат у президенти, Віктор Ющенко, який сказав, що прем'єр-міністр, вочевидь, мав на увазі своє оточення. Голова парламентського Комітету з питань свободи слова та інформації Микола Томенко заявив, що команда Віктора Януковича продемонструвала свої «стандарти» політичної культури і відносно всіх громадян України.
У місті Новий Буг Миколаївської області місцевий суд у складі судді Васильченко за участю секретаря Кузьміної визнав пенсіонерку Ольгу Репіховіч винною у скоєнні адміністративного правопорушення та засудив до штрафу в 510 гривень. Суть звинувачень така: під час зустрічі з депутатами обласної і районної рад від опозиції обвинувачена заявила, що не голосуватиме за Партію регіонів після того, що ця політсила зробила з пенсіонерами.
У місті Карлівка суд оштрафував пенсіонерку за публічну відмову голосувати за Партію регіонів на виборах 2012 року.
1 жовтня 2012 року суд засудив Василя Луценка до штрафу в 510 гривень за те, що той публічно закликав своїх земляків не голосувати за Партію регіонів, яка, на його думку, не тільки не виконала свої передвиборчі обіцянки, але і прямо порушила їх, позбавивши тисячі громадян передбачених законом соціальних виплат.

### Євромайдан
Партію регіонів та її членів вважають винними в організації силового розгону Євромайдану Беркутом 30 листопада 2013 року.[джерело не вказане 2006 днів] У грудні 2013 року активісти Євромайдану розпочали кампанію бойкоту Партії регіонів. Регіонали та комуністи також голосували за диктаторські закони 16 січня 2014, які спирались на обмеження діяльністі неурядових організації, громадських активістів та кримінальне проводження за масові протексти чи висловлювання проти влади. 